# Europese kampioenschappen kyokushin karate 2017 (WKB)
De Europese kampioenschappen kyokushin karate 2017 waren door de World Kyokushin Budokai (WKB) georganiseerde kampioenschappen voor kyokushinkai karateka's. De eerste editie van de Europese kampioenschappen vond plaats in het Poolse Rzeszów van 14 tot 15 oktober 2017.

## Resultaten
| Gewichtsklasse | Goud                   | Zilver             | Brons                                            |
| Heren          | Heren                  | Heren              | Heren                                            |
| -------------- | ---------------------- | ------------------ | ------------------------------------------------ |
| -70kg          | Eneko Delgado Deacosta | Eduard Garvardt    | Oleksandr Berezhnyi Dmytro Kulieshov             |
| -80kg          | Catalin Mocanu         | Ihor Dotsenko      | Juan Carlos Auge Mykyta Peshenko                 |
| -90kg          | Aleksandr Drozd        | Eldar Ismailov     | Nicu Laurentiu Dima Guillem Matas                |
| +90kg          | Borys Bulyskeriia      | Semen Haran        | Aleh Dalidovich Julio Alberto Rodriguez Martinez |
| Dames          |                        |                    |                                                  |
| -55kg          | Anna Izdebska          | Anastasya Homenuk  | Iryna Khorunzha Kristina Shchurova               |
| -65kg          | Kseniia Dorinina       | Madena Bozianu     | Julia Zak Agnieszka Winek                        |
| +65kg          | Monica Poczwardowska   | Viktoria Martynova |                                                  |